# Степовой, Михаил Гаврилович
Михаил Гаврилович Степовой (1769—1845) — генерал-лейтенант, директор Штурманского училища, член Адмиралтейств-совета.

## Биография
Родился в 1769 году.
В 1785 году поступил в Корпус чужестранных единоверцев (Греческий кадетский корпус) и, будучи ещё на ученической скамье, в 1789 году участвовал в Роченсальмском сражении со шведами.
Окончил в 1790 году курс обучения и был произведён в мичманы. Участвовал в Красногорском и Выборгском сражениях.
Плавая затем по Балтийскому и Немецкому морям, совершал частые кампании из Кронштадта в Архангельск и обратно, а также в различные морские пункты Западной Европы. Участвуя в ряде небольших, но опасных стычек, Степовой постепенно повышался по службе (капитан-лейтенант с 1800 года), получил несколько знаков отличия.
В январе 1810 года был назначен инспектором Штурманского училища в Кронштадте; в 1811 году произведён в капитаны 2-го ранга. Из-за практически постоянного отсутствия в Кронштадте директора училища Моллера, Степовой осуществлял фактическое управление им. В 1812 году, ввиду опасений, что Кронштадт сделается театром военных действий, училище было переведено в Свеаборг, куда последовал и Степовой 15 октября 1812 года на фрегате «Полюкс».
Повышенный в 1819 году в капитаны 1-го ранга, а затем в 1826 году в капитан-командоры, он после переименования училища в Штурманскую роту был назначен её директором и это место сохранил и тогда, когда учреждение в 1827 году было вновь переименовано — в Первый штурманский полуэкипаж.
В конце 1827 года он получил должность инспектора Корпуса штурманов и переименован в генерал-майоры.
В течение долголетней службы получил ряд орденов и знаков отличия, в том числе: Св. Георгия 4-й степени (26 ноября 1807 года, (№ 1884 по кавалерскому списку Григоровича — Степанова), Св. Анны 2-й степени и Св. Владимира 3-й степени.
В 1835 году произведён в генерал-лейтенанты, а два года спустя назначен членом Адмиралтейств-совета, каковым и оставался до самой смерти, последовавшей 7 (19) апреля 1845 года. Похоронен на Волковом православном кладбище («Русский биографический словарь» датой смерти ошибочно указывает 6 декабря 1845 года).
Жена — Любовь Ивановна (13.02.1783—20.03.1858). Их дочери: Елизавета (1817—1891) была замужем за В. Ф. Энгельгардтом; Софья (1819—1888) была замужем за Г. Ф. Гогелем.
В честь М. Г. Степового названы:
- залив Степового (Карское море, Новая Земля, залив нанесён на карту в 1833 году П. К. Пахтусовым, им же было присвоено название заливу)[4];
- мыс Степового (Карское море, Новая Земля, мыс нанесён на карту в 1833 году П. К. Пахтусовым, им же было присвоено название мысу)[4];
- мыс Степового (Баренцево море, Новая Земля, губа Северная Сульменева, мысу присвоено название в 1839 году С. А. Моисеевым)[4].